# Arijon Ibrahimović
Arijon Ibrahimović (Albanees: Arijon Ibrahimi) (Neurenberg, 11 december 2005) is een Duitse voetballer die doorgaans als middenvelder bij Bayern Munchen speelt.

## Carrière
Ibrahimović begon met voetballen bij Tuspo Nürnberg. In 2018 zit hij in de jeugdopleiding van Bayern München. Op 17 januari 2023 tekent hij contractverlenging tot met juni 2025 bij Bayern München.
Op 11 februari 2023 in de thuiswedstrijd tegen VfL Bochum maakte Ibrahimović zijn debuut voor Bayern München. Hij kwam in de 77e minuut als invaller voor Leroy Sané en hij won de wedstrijd met 3-0.
Op 1 september 2023 werd bekend dat Frosinone Calcio huurt Ibrahimović van Bayern München tot het einde van het seizoen met een optie tot koop. 

## Statistieken

### Beloften
| Seizoen                          | Club              | Land           | Competitie     | Competitie | Competitie | Beker | Beker | Europa | Europa | Totaal | Totaal |
| Seizoen                          | Club              | Land           | Competitie     | Wed.       | Dlp.       | Wed.  | Dlp.  | Wed.   | Dlp.   | Wed.   | Dlp.   |
| -------------------------------- | ----------------- | -------------- | -------------- | ---------- | ---------- | ----- | ----- | ------ | ------ | ------ | ------ |
| 2022/23                          | Bayern München II | Duitsland      | Regionalliga   | 9          | 3          | 0     | 0     | 0      | 0      | 9      | 3      |
| 2023/24                          | Bayern München II | Duitsland      | Regionalliga   | 2          | 1          | 0     | 0     | 2      | 1      | 2      | 1      |
| Carrièretotaal                   | Carrièretotaal    | Carrièretotaal | Carrièretotaal | 11         | 4          | 0     | 0     | 0      | 0      | 11     | 4      |
| Bijgewerkt t/m 22 september 2023 |                   |                |                |            |            |       |       |        |        |        |        |

### Senioren
| Seizoen                          | Club             | Land           | Competitie     | Competitie | Competitie | Beker | Beker | Europa | Europa | Totaal | Totaal |
| Seizoen                          | Club             | Land           | Competitie     | Wed.       | Dlp.       | Wed.  | Dlp.  | Wed.   | Dlp.   | Wed.   | Dlp.   |
| -------------------------------- | ---------------- | -------------- | -------------- | ---------- | ---------- | ----- | ----- | ------ | ------ | ------ | ------ |
| 2022/23                          | Bayern München   | Duitsland      | Bundesliga     | 1          | 0          | 0     | 0     | 0      | 0      | 1      | 0      |
| 2023/24                          | Frosinone Calcio | Italië         | Serie A        | 0          | 0          | 0     | 0     | 0      | 0      | 0      | 0      |
| Carrièretotaal                   | Carrièretotaal   | Carrièretotaal | Carrièretotaal | 1          | 0          | 0     | 0     | 0      | 0      | 1      | 0      |
| Bijgewerkt t/m 22 september 2023 |                  |                |                |            |            |       |       |        |        |        |        |

## Interlands

### Duitsland onder 16
Op 9 oktober 2020 maakte Ibrahimović zijn debuut tegen Denemarken onder 16. Duitsland verloor de wedstrijd met 0-2. Op 12 oktober 2020 speelde hij zijn tweede interland tegen Denemarken deze wedstrijd werd gewonnen met 5-4.
| Interlands van Arijon Ibrahimović voor Duitsland onder 16 | Interlands van Arijon Ibrahimović voor Duitsland onder 16 | Interlands van Arijon Ibrahimović voor Duitsland onder 16 | Interlands van Arijon Ibrahimović voor Duitsland onder 16 | Interlands van Arijon Ibrahimović voor Duitsland onder 16 | Interlands van Arijon Ibrahimović voor Duitsland onder 16 | Interlands van Arijon Ibrahimović voor Duitsland onder 16 |
| №                                                         | Datum                                                     | Wedstrijd                                                 | Uitslag                                                   | Competitie                                                | Goals                                                     | Assists                                                   |
| --------------------------------------------------------- | --------------------------------------------------------- | --------------------------------------------------------- | --------------------------------------------------------- | --------------------------------------------------------- | --------------------------------------------------------- | --------------------------------------------------------- |
| 1.                                                        | 9 oktober 2020                                            | Duitsland onder 16 – Denemarken onder 16                  | 0 – 2                                                     | Vriendschappelijk                                         | 0                                                         | 0                                                         |
| 2.                                                        | 12 oktober 2020                                           | Duitsland onder 16 – Denemarken onder 16                  | 5 – 4                                                     | Vriendschappelijk                                         | 0                                                         | 0                                                         |

### Duitsland onder 17
Op 20 augustus 2021 maakte Ibrahimović zijn debuut tegen Polen onder 17. Duitsland won de wedstrijd met 10-1. Ibrahimović maakte toen 3 doelpunten in de wedstrijd. 
| Interlands van Arijon Ibrahimović voor Duitsland onder 17 | Interlands van Arijon Ibrahimović voor Duitsland onder 17 | Interlands van Arijon Ibrahimović voor Duitsland onder 17 | Interlands van Arijon Ibrahimović voor Duitsland onder 17 | Interlands van Arijon Ibrahimović voor Duitsland onder 17 | Interlands van Arijon Ibrahimović voor Duitsland onder 17 | Interlands van Arijon Ibrahimović voor Duitsland onder 17 |
| №                                                         | Datum                                                     | Wedstrijd                                                 | Uitslag                                                   | Competitie                                                | Goals                                                     | Assists                                                   |
| --------------------------------------------------------- | --------------------------------------------------------- | --------------------------------------------------------- | --------------------------------------------------------- | --------------------------------------------------------- | --------------------------------------------------------- | --------------------------------------------------------- |
| 1.                                                        | 6 augustus 2021                                           | Duitsland onder 17 – Polen onder 17                       | 10 – 1                                                    | Vriendschappelijk                                         | 3                                                         | 0                                                         |
| 2.                                                        | 1 september 2021                                          | Duitsland onder 17 – Belgie onder 17                      | 5 – 0                                                     | Vriendschappelijk                                         | 2                                                         | 1                                                         |
| 3.                                                        | 3 september 2021                                          | Duitsland onder 17 – Israël onder 17                      | 2 – 0                                                     | Vriendschappelijk                                         | 0                                                         | 0                                                         |
| 4.                                                        | 6 september 2021                                          | Duitsland onder 17 – Italië onder 17                      | 2 – 1                                                     | Vriendschappelijk                                         | 0                                                         | 0                                                         |
| 5.                                                        | 20 oktober 2021                                           | Duitsland onder 17 – San Marino onder 17                  | 11 – 0                                                    | Europakampioenschap Kwalificatie                          | 1                                                         | 1                                                         |
| 6.                                                        | 23 oktober 2021                                           | Duitsland onder 17 – Roemenië onder 17                    | 5 – 0                                                     | Europakampioenschap Kwalificatie                          | 0                                                         | 1                                                         |
| 7.                                                        | 26 oktober 2021                                           | Rusland onder 17 – Duitsland onder 17                     | 1 – 2                                                     | Europakampioenschap Kwalificatie                          | 1                                                         | 0                                                         |
| 8.                                                        | 23 maart 2022                                             | Duitsland onder 17 – Georgië onder 17                     | 3 – 0                                                     | Europakampioenschap Kwalificatie                          | 0                                                         | 0                                                         |
| 9.                                                        | 26 maart 2022                                             | Duitsland onder 17 – Schotland onder 17                   | 4 – 0                                                     | Europakampioenschap Kwalificatie                          | 1                                                         | 0                                                         |
| 10.                                                       | 29 maart 2022                                             | Tsjechië onder 17 – Duitsland onder 17                    | 2 – 5                                                     | Europakampioenschap Kwalificatie                          | 0                                                         | 0                                                         |
| 11.                                                       | 19 april 2022                                             | Duitsland onder 17 – Luxemburg onder 17                   | 3 – 0                                                     | Europakampioenschap 2022                                  | 1                                                         | 0                                                         |
| 12.                                                       | 22 april 2022                                             | Duitsland onder 17 – Israël onder 17                      | 3 – 0                                                     | Europakampioenschap 2022                                  | 0                                                         | 0                                                         |
| 13.                                                       | 25 april 2022                                             | Duitsland onder 17 – Frankrijk onder 17                   | 1 – 1 (4-5 pen.)                                          | Europakampioenschap 2022                                  | 0                                                         | 0                                                         |

### Duitsland onder 18
Op 21 september 2022 maakte Ibrahimović zijn debuut tegen Tsjechië onder 18. Duitsland won de wedstrijd met 0-4. Ibrahimović maakte toen een doelpunten in de wedstrijd. 
| Interlands van Arijon Ibrahimović voor Duitsland onder 18 | Interlands van Arijon Ibrahimović voor Duitsland onder 18 | Interlands van Arijon Ibrahimović voor Duitsland onder 18 | Interlands van Arijon Ibrahimović voor Duitsland onder 18 | Interlands van Arijon Ibrahimović voor Duitsland onder 18 | Interlands van Arijon Ibrahimović voor Duitsland onder 18 | Interlands van Arijon Ibrahimović voor Duitsland onder 18 |
| №                                                         | Datum                                                     | Wedstrijd                                                 | Uitslag                                                   | Competitie                                                | Goals                                                     | Assists                                                   |
| --------------------------------------------------------- | --------------------------------------------------------- | --------------------------------------------------------- | --------------------------------------------------------- | --------------------------------------------------------- | --------------------------------------------------------- | --------------------------------------------------------- |
| 1.                                                        | 21 september 2022                                         | Tsjechië onder 18 – Duitsland onder 18                    | 0 – 4                                                     | Vriendschappelijk                                         | 1                                                         | 0                                                         |
| 2.                                                        | 23 september 2022                                         | Duitsland onder 18 – Amerika onder 18                     | 2 – 0                                                     | Vriendschappelijk                                         | 0                                                         | 1                                                         |
| 3.                                                        | 25 september 2022                                         | Duitsland onder 18 – Mexico onder 18                      | 0 – 1                                                     | Vriendschappelijk                                         | 0                                                         | 0                                                         |
| 4.                                                        | 25 november 2022                                          | Duitsland onder 18 – Tsjechië onder 18                    | 1 – 1                                                     | Vriendschappelijk                                         | 0                                                         | 0                                                         |
| 5.                                                        | 27 november 2022                                          | VAE onder 18 – Duitsland onder 18                         | 0 – 8                                                     | Vriendschappelijk                                         | 1                                                         | 0                                                         |
| 6.                                                        | 29 november 2022                                          | Israël onder 18 – Duitsland onder 18                      | 0 – 3                                                     | Vriendschappelijk                                         | 0                                                         | 0                                                         |
| 7.                                                        | 8 mei 2023                                                | Duitsland onder 18 – Denemarken onder 18                  | 5 – 2                                                     | Vriendschappelijk                                         | 0                                                         | 0                                                         |
| 8.                                                        | 11 mei 2023                                               | Denemarken onder 18 – Duitsland onder 18                  | 0 – 3                                                     | Vriendschappelijk                                         | 0                                                         | 0                                                         |

### Duitsland onder 19
Op 6 september 2023 maakte Ibrahimović zijn debuut tegen Engeland onder 19. Duitsland won de wedstrijd met 0-1. 
| Interlands van Arijon Ibrahimović voor Duitsland onder 19 | Interlands van Arijon Ibrahimović voor Duitsland onder 19 | Interlands van Arijon Ibrahimović voor Duitsland onder 19 | Interlands van Arijon Ibrahimović voor Duitsland onder 19 | Interlands van Arijon Ibrahimović voor Duitsland onder 19 | Interlands van Arijon Ibrahimović voor Duitsland onder 19 | Interlands van Arijon Ibrahimović voor Duitsland onder 19 |
| №                                                         | Datum                                                     | Wedstrijd                                                 | Uitslag                                                   | Competitie                                                | Goals                                                     | Assists                                                   |
| --------------------------------------------------------- | --------------------------------------------------------- | --------------------------------------------------------- | --------------------------------------------------------- | --------------------------------------------------------- | --------------------------------------------------------- | --------------------------------------------------------- |
| 1.                                                        | 6 september 2023                                          | Duitsland onder 19 – Engeland onder 19                    | 1 – 0                                                     | Vriendschappelijk                                         | 0                                                         | 0                                                         |

## Erelijst
| Competitie |    |         |
| Bundesliga | 1x | 2022/23 |

## Priveleven
De ouders van Ibrahimović zijn afkomstig uit Kosovo. Hij is geen familie van de Zweedse voetballer Zlatan Ibrahimović.